# Попов, Александр Георгиевич
Алекса́ндр Гео́ргиевич Попо́в  (род. 1957) — российский академический композитор, член Союза композиторов Санкт-Петербурга, секретарь союза композиторов Санкт-Петербурга и одновременно — практикующий врач, терапевт .

## Биографическая справка
Родился в Ленинграде (Санкт-Петербурге) в семье армянского происхождения. Отец композитора, Георгий Паповя́н (в переводе с армянского — «Дедов»), как это было широко принято в 1950-е годы, ещё до рождения сына поменял окончание на русское «-ов».
По первому образованию врач, терапевт , в 1980 г. закончил лечебный факультет Ленинградского Санитарно-Гигиенического Медицинского института, одновременно посещая семинар самодеятельных композиторов при Союзе композиторов у И. Я. Пустыльника. В 1983 году поступил в Ленинградскую консерваторию на теоретико-композиторский факультет, где оказался самым старшим студентом на курсе (закончил в 1988, по классу проф. А. Д. Мнацаканяна).
Автор симфонических, камерно-инструментальных и вокальных сочинений; музыки к немым фильмам «Земля» (режиссёр Александр Довженко) и «Йохан» (режиссёр Мориц Стиллер), написанной по заказу немецкого телеканала ZDF/ARTE. Автор музыки к фильмам режиссёра В. Косаковского «Среда», «Я Вас любил», «Тише», «Свято», «Vivan las Antipodas!»
Лауреат композиторских конкурсов «Международная Трибуна композиторов» (Париж, 1995), «Пифийские игры» (2006), первая премия на конкурсе им.Шостаковича  за камерную кантату ОМЕГА (2016). Участвовал в музыкальных фестивалях в Австрии, Германии, США, Великобритании, Бельгии, Швеции, Южной Корее, Финляндии. Принимал участие в кинофестивалях «StimmFilm MusikTage» (Эрланген, 2001) и в Международном фестивале немого кино (Киев, 2001). В ноябре 2022г. музыка к фильму " Земля" была исполнена в большом зале Люксембургской филармонии ансамблем " Musicfabrik" .
Член Союза композиторов Санкт-Петербурга, председатель секции симфонической, хоровой и камерной музыки, секретарь союза композиторов Санкт-Петербурга.
В 2006-2008гг работал на кафедре инструментовки СПб консерватории, преподавал инструментоведение, историю оркестровых стилей и инструментовку.
Среди исполнителей: Ансамбль солистов оркестра Мариинского театра (Санкт-Петербург), ALEA — III (Бостон), Musiques Nouvelles (Брюссель), Kontraste (Нюрнберг), Seattle Chamber Players (Сиэтл), Orkestra de Volharding (Амстердам), Athelas Sinfonietta Copenhagen, Национальный оркестр Украины, Санкт-Петербургский государственный симфонический оркестр, Студия новой музыки (Москва) и др.
Музыка Александра Попова звучит в программах международных фестивалей современной музыки в Австрии, Германии, Бельгии, Англии, Швеции, Южной Корее, США,Финляндии,Болгарии, России.
В 2012г. номинирован на приз Maverick Movie Awards (лучшая партитура и лучший саундтрек) за музыку к фильму «Vivan las Antipodas!».  В 2013 г. за эту же работу номинирован на приз Cinema Eye Honors ( outstanding Achievement in Original Music Score).

## Основные сочинения
- Sinfonia brevis для большого симфонического оркестра(1986)
- «О жизни и смерти», фрески для сопрано и оркестра(1987)
- Концерт для флейты и оркестра(1984), посвящается Адриану Леверкюну.
- Концерт-пассион для валторны, органа и ударных(1983)
- Sinfonia da camera in memoria Frescobaldi (1993)
- «Теория аффектов», симфония для 12 солистов (1995)
- Реквием для 4-х солистов, ансамбля старинных инструментов, подготовленного фортепиано и метронома (1989),
- «Омега», кантата для контратенора и инструментального октета на народные славянские тексты о Страшном суде (2001)
- «Тахикардия» для нонета (2002)
- «Утопия», концерт для скрипки и октета (2006),
- «Синемафония» для симфонического оркестра (2010),
- Квинтет для фортепиано, 2-х скрипок, альта и виолончели (1987), памяти Гарри Галлера.
- «Древо» («Arbor») для 6-ти валторн (1988),
- «Древо II» («Arbor II») для 10-ти инструментов,
- «Ангел» для флейты, кларнета, виолончели и фортепиано (1997)
- Постлюдия для альта и фортепиано (1993),
- Salve Regina для женского голоса и виолончели (1998),
- «Hortus conclusus» для струнного трио (2003),
- Соната «Vox clamantis…» («Глас вопиющего…») для виолончели, фортепиано и колокольчика (2010),
- «Восемь хокку» для сопрано, фортепиано и колокольчиков (1981)
- «Из позабытых песен», для меццо-сопрано и фортепиано (1982)
- «О жизни и смерти», для сопрано и фортепиано (1987)
- " Две итальянские арии"- для тенора и фортепиано (2022).
- «Три эпиграммы» для сопрано, скрипки и фагота (1977)
- пять сонат для фортепиано (1974—1999)
- «Три гравюры» для фортепиано (1976)
- «Два эскиза» для фортепиано (1979)
- три прелюдии и фуги для фортепиано,
- «Мойра», для фортепиано, треугольников и колокольчиков (1995).
- Пение рыб- трио для скрипки, виолончели и фортепиано (2015).
- Tempus fugit для фортепиано, для левой руки (2018).
- "SATOR"- секвенция для смешанного хора (2019).

" Вешалка дураков", эксцентрическая кантата на стихи Саши Чёрного для баса, флейты, гобоя, фагота и фортепиано. ( 1978- 2024).
- Музыка к немым фильмам: «Земля» 1931, реж. Александр Довженко (1997) по заказу ZDF, «Йохан» 1921, реж. Мориц Стиллер (2001) — по заказу ZDF
- Музыка к фильмам реж. В.Косаковского — «Среда»(1997), «Тише» (2003), «Свято»(2005), «Антиподы»(2011)
- Музыка к мультфильму реж. Ладислава Старевича «Месть кинооператора» (2003) по заказу голландского духового оркестра «Стойкость»